# Galium huteri
Galium huteri är en måreväxtart som beskrevs av Anton Joseph Kerner. Galium huteri ingår i släktet måror, och familjen måreväxter. Inga underarter finns listade i Catalogue of Life.